# Tylko kochankowie przeżyją
Tylko kochankowie przeżyją (ang. Only Lovers Left Alive) – dramat filmowy z 2013 roku w reżyserii i według scenariusza Jima Jarmuscha.

## Fabuła
Bohaterami filmu jest para wampirów o imionach Adam i Eve. Adam (Tom Hiddleston), żyjący na opuszczonych przedmieściach Detroit, mieszka w dużym, starym domu, wypełnionym sprzętem muzycznym różnej proweniencji. Jest aktywnym muzykiem, którego nagrania są popularne w amerykańskich klubach – jednakże prawie nigdy nie opuszcza domu. W zdobywaniu sprzętu pomaga mu „zombie” (tak Adam nazywa zwykłych ludzi) Ian, który nie jest świadom prawdziwej natury Adama. Jako wampir, Adam żyje od kilkuset lat – wielokrotnie w filmie pojawiają się sugestie, że osobiście znał wiele historycznych postaci (np. Byrona). Żona Adama, Ewa (Tilda Swinton), mieszkająca w Tangerze miłośniczka książek, porozumiewa się z nim głównie za pomocą wideokonferencji. Jako wampiry, oboje mają „humanitarne” sposoby zdobywania krwi, którą muszą regularnie spożywać – np. kupują ją od sowicie opłacanych lekarzy pracujących w bankach krwi.
Akcja filmu skupiona jest na relacjach Adama i Eve, oraz problemach spowodowanych przez niezapowiedzianą wizytę Avy (Mia Wasikowska), siostry Eve, która bardzo komplikuje życie obojga. Film jest pełen nawiązań do historii sztuki i nauki (np. zrealizowane przez Adama wynalazki Tesli): pojawia się sugestia, że długowieczne wampiry miały w niej wielokrotnie udział.

## Obsada
- Tom Hiddleston jako Adam
- Tilda Swinton jako Eve
- Mia Wasikowska jako Ava
- John Hurt jako Marlowe
- Anton Yelchin jako Ian
- Jeffrey Wright jako dr Watson
- Slimane Dazi jako Bilal
- Carter Logan jako Scott
- Yasmine Hamdan jako Yasmine

## Odbiór
Film spotkał się z pozytywną reakcją krytyków. W agregatorze recenzji Rotten Tomatoes 86% z 205 recenzji uznano za pozytywne, a średnia ocen wystawionych na ich podstawie wyniosła 7,50. Z kolei w agregatorze Metacritic średnia ważona ocen z 41 recenzji wyniosła 79 punktów na 100.